# فرد
فرد یک شخص خاص است. فردیت حالت فرد بودن است؛ شخصی مجزا از دیگر اشخاص و دارای نیازها یا اهداف خود.
از قرن پانزدهم میلادی و قبل‌تر، و همچنین امروزه در زمینه‌های آمار و متافیزیک، فرد تقسیم‌ناپذیر بود، و نوعاً هر چیز تکی عددی را توصیف می‌کرد، ولی گاهی به معنای «یک شخص» بود. از قرن هفدهم به‌بعد فرد نشان‌دهندهٔ جدا بودن همانند فردیت بود. همچنین فرد مفهومی در ریاضیات است